# Pete McCloskey

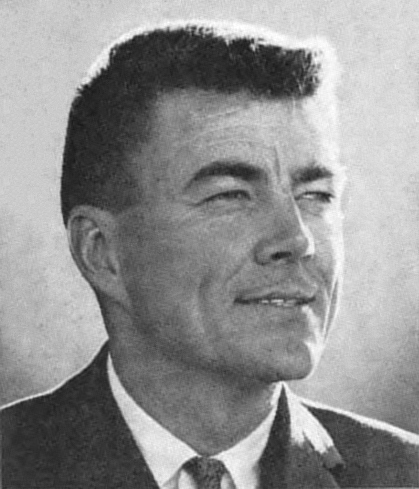
Pete McCloskey (1969)

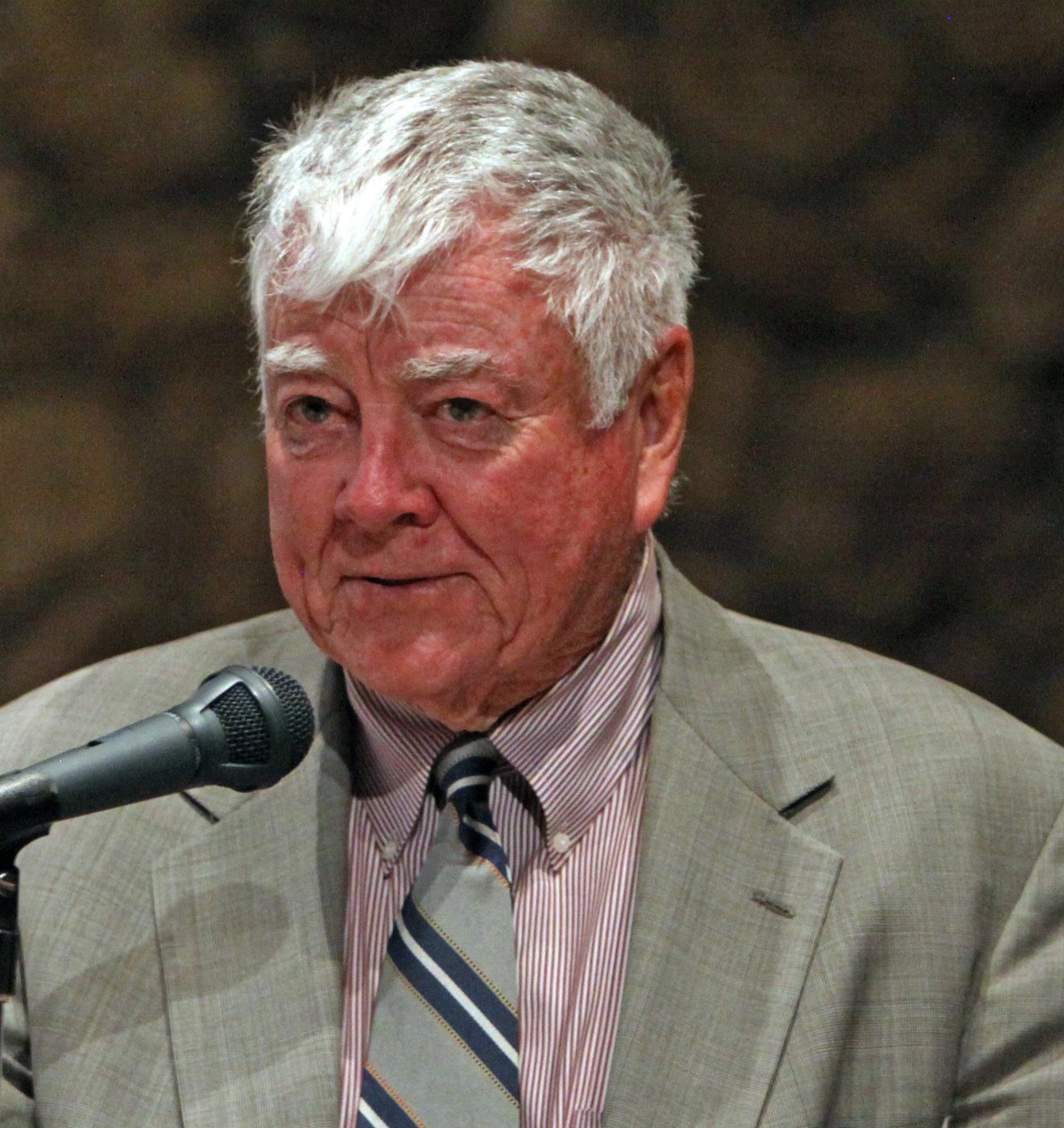
Pete McCloskey (2014)

Paul Norton „Pete“ McCloskey (* 29. September 1927 in Loma Linda, Kalifornien; † 8. Mai 2024 in Winters, Kalifornien) war ein US-amerikanischer Politiker. Zwischen 1967 und 1983 vertrat er den Bundesstaat Kalifornien im US-Repräsentantenhaus.

## Werdegang
Pete McCloskey besuchte bis 1945 die South Pasadena High School. Von 1945 bis 1947 war er Angehöriger der United States Navy. Dabei machte er von einem Weiterbildungsangebot der Marine Gebrauch und studierte am Occidental College sowie am California Institute of Technology. Von 1950 bis 1952 diente er im Marine Corps. Bis 1974 gehörte er als Oberst der Reserve dieser Teilstreitkraft an. Nach einem Jurastudium an der Stanford University wurde er 1950 als Rechtsanwalt zugelassen. In den Jahren 1953 und 1954 war McCloskey stellvertretender Bezirksstaatsanwalt im Alameda County. Danach praktizierte er als privater Rechtsanwalt. In den Jahren 1964 bis 1967 und nochmals von 1988 bis 1994 hielt er juristische Vorlesungen an der Santa Clara Law School und der Stanford Law School.
Politisch schloss sich McCloskey der Republikanischen Partei an. Nach dem Tod des Abgeordneten J. Arthur Younger wurde er bei der fälligen Nachwahl für den elften Sitz von Kalifornien als dessen Nachfolger in das US-Repräsentantenhaus in Washington, D.C. gewählt, wo er am 12. Dezember 1967 sein Mandat antrat und nach sieben Wahlperioden bis zum 3. Januar 1983 dem Kongress angehörte. Seit 1973 vertrat er dort den 17. und seit 1975 den zwölften Distrikt seines Staates. Im Jahr 1972 strebte er die Nominierung als Präsidentschaftskandidat seiner Partei an. Dabei unterlag er dem amtierenden Präsidenten Richard Nixon. In McCloskeys Zeit als Kongressabgeordneter fielen unter anderem das Ende des Vietnamkrieges und die Watergate-Affäre. Obwohl er Republikaner war, forderte McCloskey in der Watergate-Affäre als einer der ersten Kongressabgeordneten die Einleitung eines Amtsenthebungsverfahrens gegen Präsident Nixon.
1982 verzichtete er auf eine weitere Kandidatur. Stattdessen strebte er erfolglos die Nominierung seiner Partei für die Wahlen zum US-Senat an. Später war er ein Gegner des Irakkrieges. Aus diesem Grund wechselte er im Jahr 2007 zur Demokratischen Partei. Bereits im Jahr 2004 unterstützte er deren Präsidentschaftskandidaten John Kerry gegen den amtierenden Republikaner George W. Bush. Im Jahr 2006 bewarb sich Pete McCloskey erfolglos um die Rückkehr in den Kongress. Er war zwei Mal verheiratet und hatte aus erster Ehe vier Kinder.
2000 trat McCloskey bei einer Veranstaltung des geschichtsrevisionistischen Institute for Historical Review auf. Ferner war er einer der Gründer des seit 1989 existierenden Council for the National Interest, der sich zum Ziel gesetzt hat, „im Mittleren Osten eine den US-amerikanischen Werten und Interessen entsprechende Politik zu unterstützen“, und von dessen Mitgliedern mehrfach Äußerungen über eine „israelische Apartheid“ wie auch eine angebliche „Israel-Lobby“ in den USA getroffen sowie einige Treffen mit Hamas- und Hisbollah-Vertretern im Nahen Osten organisiert wurden.
McCloskey starb am 8. Mai 2024 in seinem Zuhause im kalifornischen Winters im Alter von 96 Jahren.